# Liste des maires de Meaux
La liste des maires de Meaux présente la liste des maires de la commune française de Meaux, sous-préfecture de la Seine-et-Marne en région Île-de-France.

## L'Hôtel de ville

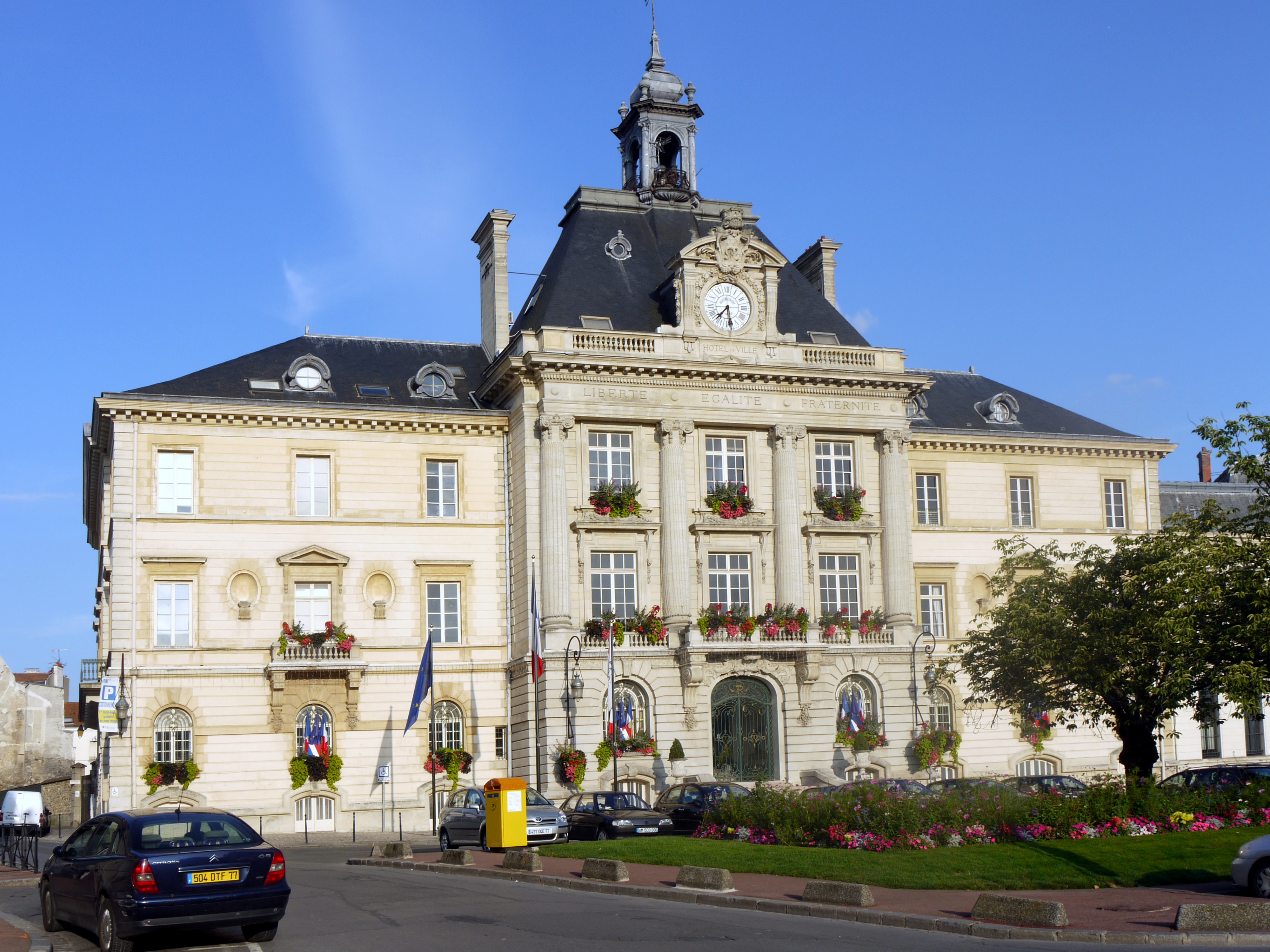
L'hôtel de ville.

## Liste des maires

### Sous l'Ancien Régime
| Période                                  | Période | Identité                | Étiquette | Qualité   |
| ---------------------------------------- | ------- | ----------------------- | --------- | --------- |
| Les données manquantes sont à compléter. |         |                         |           |           |
| 1784                                     | 1790    | Guillaume-Benoît Houdet |           | Magistrat |

### De 1790 à 1944
| Période                                  | Période         | Identité                        | Étiquette   | Qualité |
| ---------------------------------------- | --------------- | ------------------------------- | ----------- | --- |
| Les données manquantes sont à compléter. |                 |                                 |             | |
| 1791                                     | 1792            | M. Rochard fils                 |             | Médecin |
| 1792                                     | 1793            | M. Bougard                      |             | |
| 1793                                     | 1795            | Pierre Navarre                  |             | |
| 1795                                     | 1798            | M. Bernier-Godard               |             | |
| 1798                                     | 1801            | Antoine Nicolas Veillet de Vaux |             | |
| 1801                                     | 1817            | M. de Pinteville de Cernon      |             | Baron |
| 1817                                     | 1830            | Augustin Veillet de Vaux        |             | Fils d'Antoine Nicolas Veillet de Vaux |
| 1830                                     | 1833            | M. Rougeron                     |             | Avoué |
| 1833                                     | 1840            | Augustin Veillet de Vaux        |             | Fils d'Antoine Nicolas Veillet de Vaux |
| 1840                                     | 1848            | Henri Prévost de Longperrier    |             | Commandant de la garde nationale |
| 1848                                     | 1855            | Augustin Zoé Damoreau           |             | Négociant, ancien percepteur |
| 1855                                     | 1867            | Louis Augustin Fournier         |             | Agriculteur, propriétaire Conseiller général de Meaux (1858 → 1870) |
| 1867                                     | 1879            | Louis Geoffroy                  |             | Avoué Conseiller d'arrondissement (1867 → 1877) |
| 1879                                     | 1880            | Louis Eugène Caron              | Républicain | Notaire |
| 1880                                     | 1884            | Victor-Louis Modeste            |             | Docteur médecin |
| 1884                                     | 1891            | François Dufraigne              |             | Médecin Sénateur de Seine-et-Marne (1885 → 1891) |
| 1891                                     | 1894            | Alexandre Merré                 |             | Négociant |
| 1894                                     | mai 1908        | Léon Barbier                    | Rad.        | Négociant Conseiller général de Meaux (1907 → 1913) |
| mai 1908                                 | mai 1929        | Georges Lugol                   | Rad. ind.   | Député de Seine-et-Marne (1914 → 1924) Sénateur de Seine-et-Marne (1924 → 1936) Sous-secrétaire d'Etat (1921 → 1922) Conseiller général de Meaux (1913 → 1931) Président du conseil général (1929 → 1931) |
| mai 1929                                 | 1936            | Paul Prunet                     |             | Avoué |
| 1936                                     | 15 juin 1940    | Léon Burner                     |             | Inspecteur des chemins de fer retraité |
| 15 juin 1940                             | 22 juillet 1940 | Maurice Bizos                   |             | |
| 22 juillet 1940                          | 28 août 1944    | Léon Burner                     |             | Inspecteur des chemins de fer retraité Démis de ses fonctions |

### Depuis la Libération
| Période           | Période                    | Identité           | Étiquette | Qualité |
| ----------------- | -------------------------- | ------------------ | --------- | --- |
| 28 août 1944      | 20 mars 1959               | Paul Barennes      | PRRRS     | Professeur de mathématiques Député de Seine-et-Marne (1956 → 1958) Conseiller général de Meaux (1955 → 1961) |
| 20 mars 1959      | mars 1971                  | Jean Bouvin        | PRRRS     | Ingénieur des travaux publics de l'État retraité Ancien conseiller général de Meaux (1945 → 1949) |
| mars 1971         | janvier 1976               | Guy Millot         | UDR       | Industriel Démissionnaire |
| janvier 1976      | 20 mars 1977               | Jean-Louis Happert | DVD       | Médecin, chef de service et directeur d’enseignement |
| 20 mars 1977      | 18 juin 1995               | Jean Lion          | PS        | Professeur d'anglais |
| 18 juin 1995      | 20 juin 2002               | Jean-François Copé | RPR       | Administrateur civil, professeur associé Ministre (2002 → 2007) Député de Seine-et-Marne (1995 → 1997, 2002 et 2007 → 2017) Démissionnaire après avoir été nommé ministre                                                     |
| 20 juin 2002      | 1er décembre 2005          | Ange Anziani       | UMP       | Ancien inspecteur de l'Éducation nationale Démissionnaire |
| 1er décembre 2005 | En cours (au 9 avril 2023) | Jean-François Copé | UMP → LR  | Professeur associé et avocat Ministre (2002 → 2007) Député de Seine-et-Marne (1995 → 1997, 2002 et 2007 → 2017) Président de la CA du pays de Meaux (2003 →) Président de l'UMP (2012 → 2014) Réélu pour le mandat 2020-2026, |

## Conseil municipal actuel
Les 45 sièges composant le conseil municipal de Meaux ont été pourvus le 15 mars 2020 lors du premier tour de scrutin. Actuellement, il est réparti comme suit : 